# Galeamopus

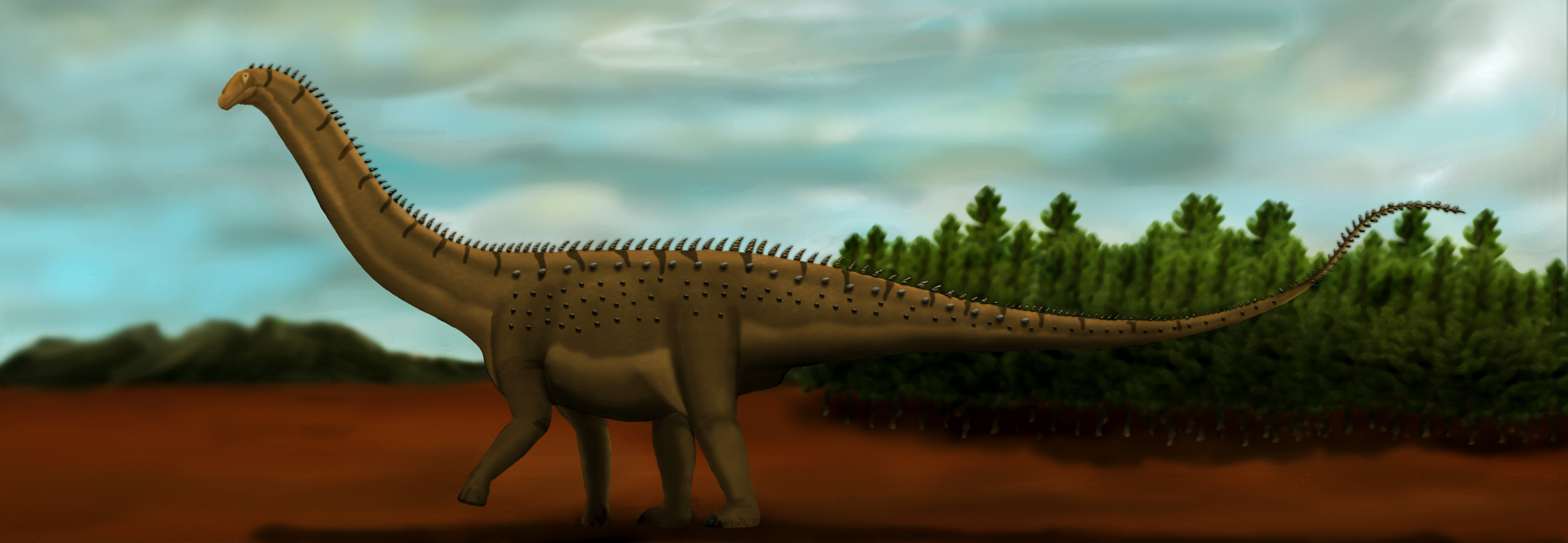
Reconstrução artística de um Galeamopus.

Galeamopus é um género de dinossauro da família Diplodocidae, com duas espécies descritas: Galeamopus hayi e G. pabtsi. Seus restos fósseis foram encontrados na formação Morrison ao norte do Wyoming, Estados Unidos, e datam do Jurássico Superior (Kimmeridgiano).

## Nomenclatura e taxonomia
A espécie foi descrita por William Jacob Holland em 1924 como Diplodocus hayi. Em 2015, a espécie foi recombinada para Galeamopus hayi. O holótipo da espécie G. pabsti está no SaurierMuseum, em Aathal, na Suíça.